# Lars Høgh
Lars Høgh (14. ledna 1959, Odense, Dánsko – 8. prosince 2021, Kodaň) byl dánský fotbalový brankář. Zemřel 8. prosince 2021 ve věku 62 let na rakovinu slinivky.

## Fotbalová kariéra
Celou kariéru chytal za Odense BK, se kterým získal dvakrát mistrovský titul a dvakrát vítězství v dánském fotbalové poháru. Nastoupil v 570 ligových utkáních. V Poháru mistrů evropských zemí nastoupil v 6 utkáních, v Poháru vítězů pohárů nastoupil ve 4 utkáních a v Poháru UEFA nastoupil ve 12 utkáních. Za dánskou reprezentaci nastoupil v letech 1983–1995 v 8 utkáních. Byl členem dánské reprezentace na Mistrovství světa ve fotbale 1986, kde nastoupil ve 2 utkáních, a na Mistrovství Evropy ve fotbale 1996, kde zůstal mezi náhradníky a v utkání nenastoupil.

## Ligová bilance
| Ročník                   | Zápasy | Góly | Klub      |
| ------------------------ | ------ | ---- | --------- |
| Dánská 1. divize 1978    | 30     | 0    | Odense BK |
| Dánská 1. divize 1979    | 30     | 0    | Odense BK |
| Dánská 1. divize 1980    | 30     | 0    | Odense BK |
| Dánská 1. divize 1981    | 20     | 0    | Odense BK |
| Dánská 1. divize 1982    | 30     | 0    | Odense BK |
| Dánská 1. divize 1983    | 29     | 0    | Odense BK |
| Dánská 1. divize 1984    | 28     | 0    | Odense BK |
| Dánská 1. divize 1985    | 28     | 0    | Odense BK |
| Dánská 1. divize 1986    | 169    | 0    | Odense BK |
| Dánská 1. divize 1987    | 26     | 0    | Odense BK |
| Dánská 1. divize 1988    | 23     | 0    | Odense BK |
| Dánská 1. divize 1989    | 25     | 0    | Odense BK |
| Dánská 1. divize 1990    | 26     | 0    | Odense BK |
| Dánská 1. divize 1991/92 | 34     | 0    | Odense BK |
| Dánská 1. divize 1992/93 | 32     | 0    | Odense BK |
| Dánská 1. divize 1993/94 | 32     | 0    | Odense BK |
| Dánská 1. divize 1994/95 | 32     | 0    | Odense BK |
| Dánská 1. divize 1995/96 | 33     | 0    | Odense BK |
| Dánská 1. divize 1996/97 | 33     | 0    | Odense BK |
| Dánská 1. divize 1997/98 | 33     | 0    | Odense BK |
| Dánská 2. divize 1998/99 | 33     | 0    | Odense BK |
| CELKEM                   | 570    | 0    |           |